# Saxinis sinuata
Saxinis sinuata är en skalbaggsart som beskrevs av Schaeffer 1906. Saxinis sinuata ingår i släktet Saxinis och familjen bladbaggar. Inga underarter finns listade i Catalogue of Life.